# 니코바르땃쥐
니코바르땃쥐 또는 니코바르흰꼬리땃쥐(Crocidura nicobarica)는 땃쥐과에 속하는 포유류의 일종이다. 인도의 토착종이다.